# 우이다
우이다(Ouidah)는 베냉 남부에 위치한 도시로, 아틀랑티크 주의 주도이며 면적은 364km2, 높이는 65m, 인구는 76,555명(2002년 기준)이다. 대서양과 접하며 노예 무역의 거점이었던 곳이다.
이곳의 대표 유적으로 1721년 포르투갈 제국이 세운 상 주앙 바프티스타 드 아주다 요새가 있다. 19세기 말 베냉이 프랑스령 다호메이라는 이름으로 프랑스 영토로 바뀌었음에도 여전히 포르투갈령으로 남아 있던 월경지였다. 1961년 다호메이 공화국 건국 직후 점령되면서 베냉의 영토로 돌아갔다.